# Polygala boliviensis
Polygala boliviensis là một loài thực vật có hoa trong họ Polygalaceae. Loài này được A.W. Benn. miêu tả khoa học đầu tiên năm 1879.